# یواس‌اس موسبراگر (دی‌دی-۹۸۰)
یواس‌اس موسبراگر (دی‌دی-۹۸۰) (به انگلیسی: USS Moosbrugger (DD-980)) یک کشتی بود که طول آن 529 ft (161 m) waterline; 563 ft (172 m) overall بود. این کشتی در سال ۱۹۷۷ ساخته شد.